# 黃鱸
黃鲈為輻鰭魚綱鲈形目鲈科鲈属的其中一种。為北美洲的淡水流域的魚類。

## 命名
本魚由美國醫生、自然學家兼政治家山繆·米契爾在1814年命名。
本魚的種小名「flavescens」在拉丁語意為「黃色」或「金黃色」，作者描述本魚體色「背面為褐色或橄欖色向兩側漸變至黃色」

## 分布
本魚為亞熱帶魚類，分布於北美洲加拿大匯入北冰洋的北極圈流域至五大湖區、美國大西洋岸南至密西西比河的淡水、半淡鹹水流域。
本魚分布範圍從北緯66度至北緯30度、西經124度至西經59度。適應溫度0°C至30°C。
本魚為淡水及半咸水魚類，大洋底棲性，棲息深度0公尺至56公尺，通常在9公尺以内。

## 形態
本魚成體平均體長19.2公分，最大體長50公分，通常是19.1公分。本魚為紡錘形，切面側扁，前部高而隆起。身体呈淡黄色，有两条棕黑色横带。口大、下颌稍突出。背鳍两个，基部相连。無任何毒腺。
本魚有記錄最高年齡為11歲。

## 生態
棲息在植被生長的湖泊、池塘、溪流，也會出現在半咸水與鹽水湖，屬肉食性，以昆蟲、魚類、甲殼類、無脊椎動物、仍至魚卵為食。
大魚及鳥類則是本魚的天敵，會捕食本魚。
在北半球，本魚的繁殖季節在2月到7月，在南半球則在8到10月間。在水草間產卵。卵沉性、粘性，會沉積在4公尺深處。

## 經濟利用
可做為觀賞魚、食用魚，售賣方式有新鲜或冷凍，適合煎、烤食用。

## 保護現狀
本魚分布廣泛，雖然有地方性種群受威脅，也無有特別保護計劃，但觀察中的種群整體變化穩定，無重大威脅存在，所以，國際自然保護聯盟於2012年評估本魚為「無危物種」。

## 擴展閱讀
- 維基物種上的相關：黃鱸